# Ireverzibilna sprememba
Ìreverzibilna, nèpovračljíva, nèobrnljiva,  ali nèpovrnljíva spremémba je prehod termodinamskega sistema v takšno stanje, iz katerega prehod v prvotnega ni več mogoč.
Primere srečamo pri termodinamskih spremenljivkah, kot je na primer temperatura (ohlajanje prostora) in nasploh kadar snov preide iz nestabilnega v stabilno/ravnovesno stanje.
V mehaniki so praktično vse spremembe reverzibilne, kjer lahko sistem preide nazaj v prvotno stanje.